# カーネリアン (お笑い)
カーネリアンは、浅井企画に所属していた女性お笑いコンビである。

## メンバー
- 畑 喜子（はた よしこ、1980年1月23日（45歳） - ）

兵庫県出身。ツッコミ担当。
身長167cm、体重52kg、スリーサイズはB81cm、W63cm、H88cm。血液型はB型。
かつては、コンビ『パールタウン』で活動。
アニメ好き。コスプレイヤーでもあり、コスプレ好きな芸人仲間が集まったコスプレ芸人ライブにも時々参加している。
R-1ぐらんぷり2010（2010年1月11日出場）では、腐女子に扮した漫談を披露した。
解散後の2018年9月に「畑めぐみ」に改名。
2019年11月1日、ねじのせじもとの結婚を発表。
- 佐々木 海（ささき うみ、1981年11月30日（43歳） - ）

大阪府出身。ボケ担当。
身長158cm、体重74kg、スリーサイズはB95cm、W75cm、H104cm。血液型はB型。
NSC大阪校24期生出身。
趣味は三国志であり、「三国志検定3級」の資格がある。「司馬懿」などの三国志のTシャツ姿で出演したこともあり、三国志に関するネタを繰り出すこともある。
その他、英語検定3級の資格を持っている。
2015年11月30日に一般男性と結婚（翌12月1日、ブログにて結婚を発表）。
2018年3月20日、芸人を引退し、主婦業に専念することを発表。

## 来歴
- 2004年1月結成。当初は松竹芸能に所属。2008年5月末に松竹芸能の所属を離れる[7]。
- M-1グランプリ2008三回戦進出。
- 2009年2月11日には、さっぽろマイスター（現・ハラノマイスター）と一緒の単独ライブを、大阪市・オーク2番街7階弁天町市民学習センター講堂で行った。
- 2009年4月頃に活動拠点を大阪から東京に移し、浅井企画に移籍。
- 2018年3月20日、佐々木の芸人引退による解散を発表。最後のライブ出演は2018年4月8日の「女女女ライブ」（東京・池袋GEKIBA）だった[8]。その後は畑のみ浅井企画に残りピン芸人として活動している[6]。2018年9月、関根勤の命名で「畑めぐみ」に改名[2]。

## 主な出演

### テレビ
- わらいのちから（ケーブルウエスト）
- お笑い図鑑 ハマヌキ（tvk）
- 超能力スペシャル2010 今夜奇跡が?世界最強超能力者×最新脳科学 ナゾ解明プロジェクト（TBS）- 2010年1月4日
- 夜明けのマルシェ（日本テレビ）
- ウケウリ!!（日本テレビ）
- 寿命をのばすワザ百科（日本テレビ） - 2010年3月29日（海のみ）
- 女神のマルシェ（日本テレビ）
- 特捜警察ジャンポリス（テレビ東京）
- 有吉ゼミ（日本テレビ）- 2016年3月28日「石黒英雄、家を掃除する。」で、畑の自宅を片付け掃除する企画で出演[9]。

### ラジオ
- ラジオショッピング（FM守口）
- ネリネリカーネリアン（FM枚方）
- ミュージックファクトリー（FM守口）

### WEBテレビ
- CHAZAWAステーション（CHAZAWA STREET STUDIO） - 2009年2月26日